# Hadronyche simonfearni
Espèce
Hadronyche simonfearni est une espèce d'araignées mygalomorphes de la famille des Atracidae.

## Distribution
Cette espèce est endémique de Tasmanie en Australie. Elle se rencontre vers le mont Victoria.

## Description
Le mâle holotype mesure 16,0 mm et la femelle paratype 23,0 mm.

## Systématique et taxinomie
Cette espèce a été décrite par Raven et Douglas en 2025.

## Étymologie
Cette espèce est nommée en l'honneur de Simon Fearn.

## Publication originale
- Raven & Douglas, 2025 : « A review of the relationships of Australian funnel-web spiders with a new species of funnel-web spider from far north-eastern Tasmania (Hexathelidae: Atracinae: Araneae). » Record of the Queen Victoria Museum and Art Gallery, vol. 122, p. 1-16.